# BBL Logistik
BBL Logistik GmbH ist ein deutsches Eisenbahnverkehrsunternehmen (EVU) mit Hauptsitz in Hannover.
Das Unternehmen, welches am 8. Juli 2005 gegründet wurde, ist hauptsächlich in der Ver- und Entsorgung von Bahnbaustellen innerhalb Deutschlands tätig. Dafür verfügt es über einen eigenen Fuhrpark, der aus 30 Lokomotiven der Baureihen 203, 214, 225, 192 und 159 sowie eigenen Güterwagen besteht. Außerdem besitzt das Unternehmen eigene Gleisanlagen in Hannover-Leinhausen und in Misburg, und am Standort Oebisfelde mit eigener Werkstatt, die auch von Dritten genutzt werden können; diese Gleise sind ca. 10.000 m lang. Die Zulassung als Eisenbahnverkehrsunternehmen sowie eine Sicherheitsbescheinigung nach AEG besitzt die BBL. Das Stammkapital beträgt 250.000 Euro. Die BBL besitzt ca. 600 Güterwagen der Bauarten F (offener Güterwagen), R (Flachwagen mit Drehgestellen) und S (Flachwagen mit Drehgestellen der Sonderbauart).
Die BBL Logistik verfügt über vier Niederlassungen, die in Mühlheim, Passau, Frankfurt am Main und Hannover liegen, sowie einen Werkstattstandort in Oebisfelde. Von dort aus werden sowohl einzelne Leistungen als auch große Aufträge und Komplettpakete im Bereich des Bahnbaus angeboten. Zum 1. November 2023 kam der Standort BBL IGE Hersbruck hinzu durch die Übernahme des in die Insolvenz gerutschten Eisenbahndienstleisters Internationale Gesellschaft für Eisenbahnverkehr (IGE).

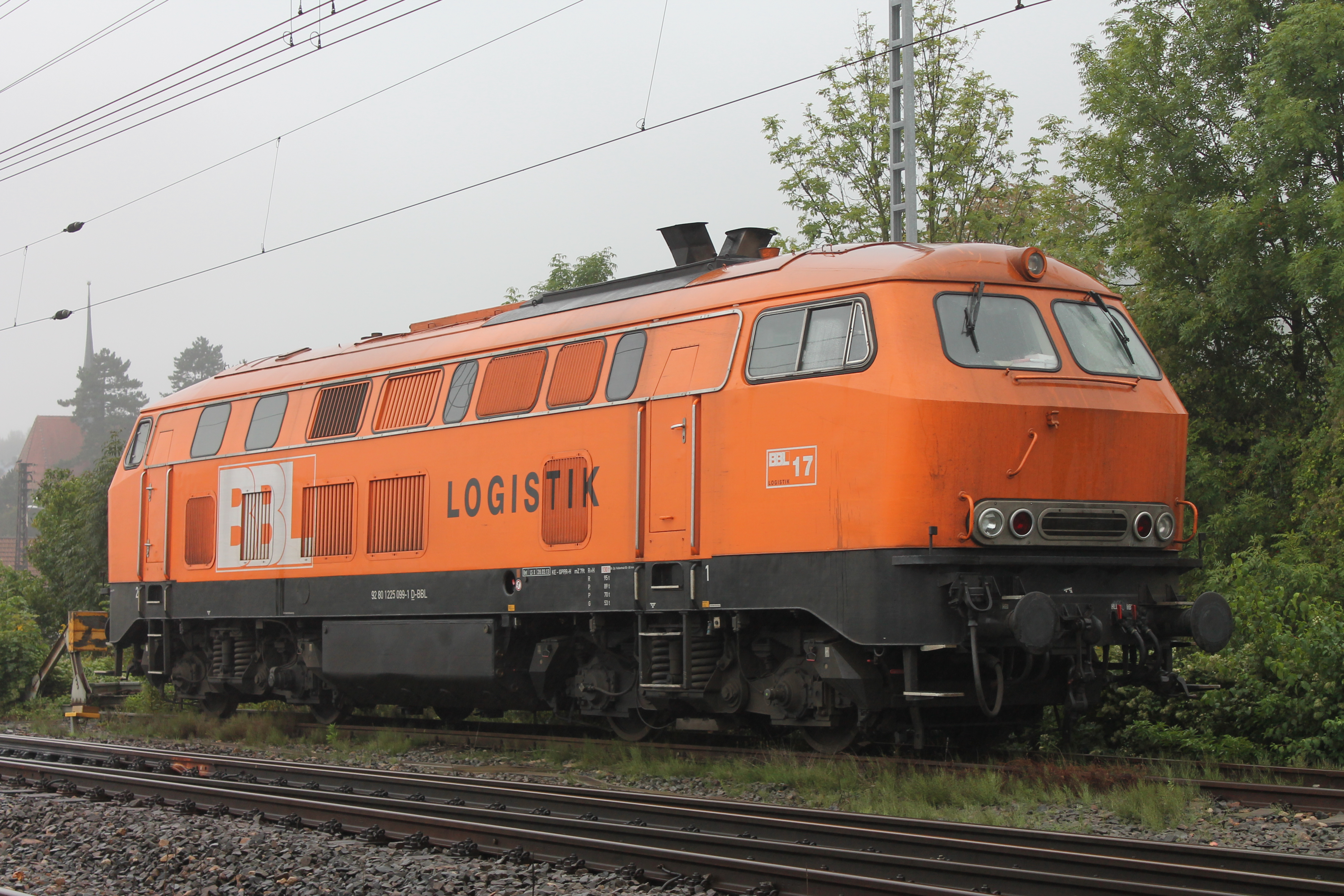
BR 225 der BBL Logistik
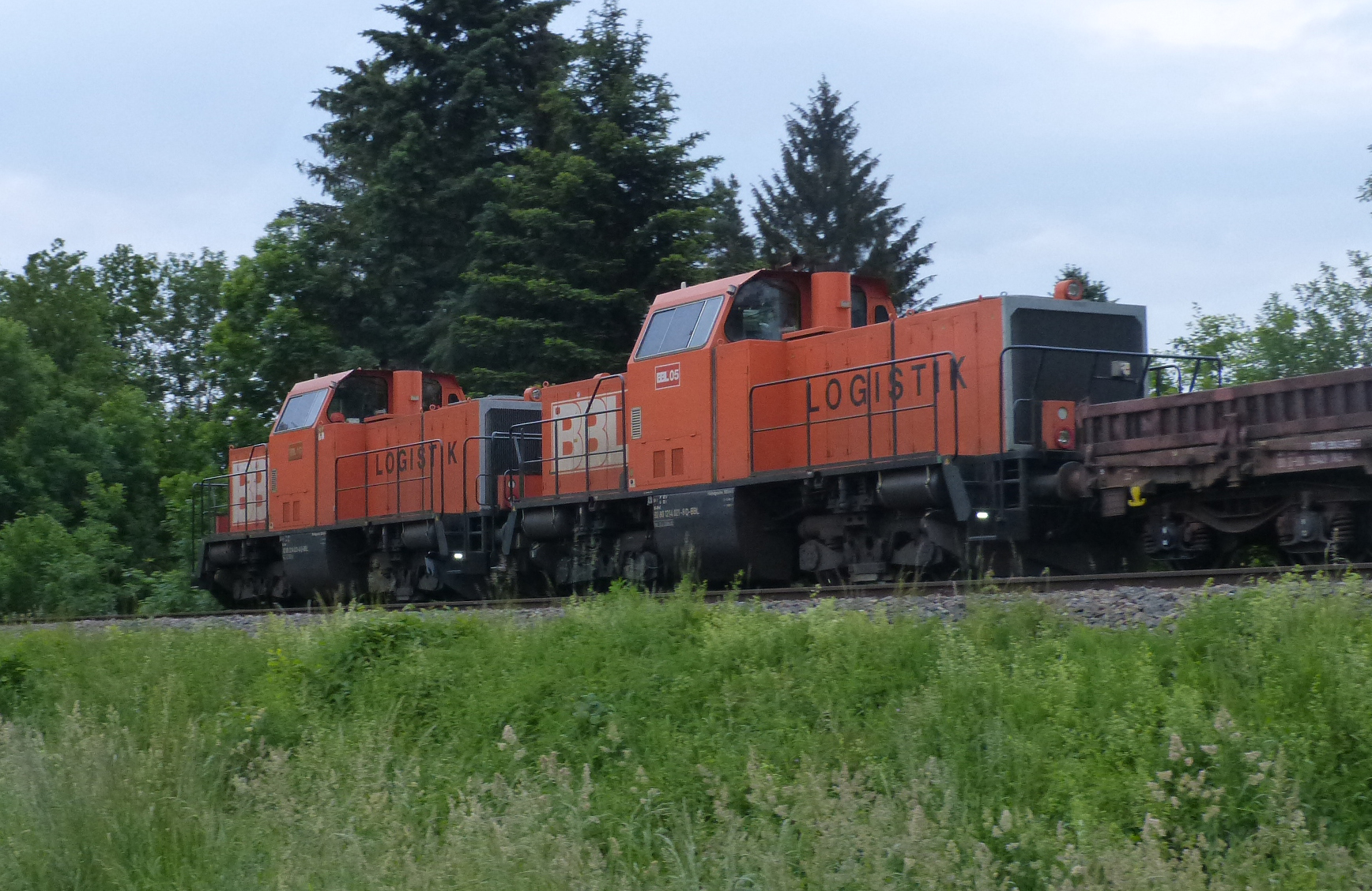
Zwei BBL-Loks der Baureihe 214
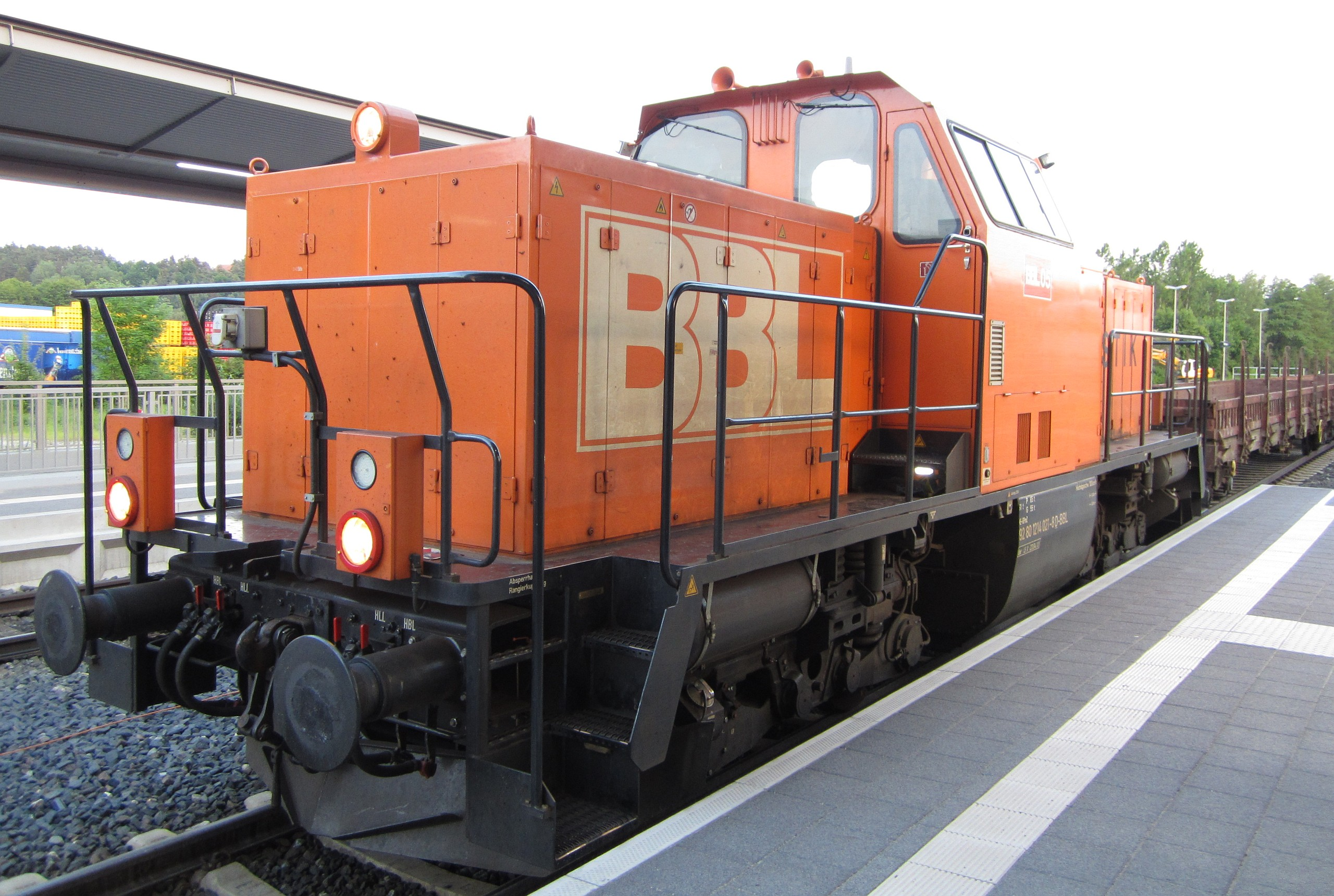
BBL-Lok in Neuhaus an der Pegnitz